# ROH Global Wars
Pour les articles homonymes, voir Global Wars.
ROH Global Wars, anciennement connu sous le nom de ROH Border Wars (litt. « guerres de frontière de la ROH »), est un pay-per-view annuel de la Ring of Honor (ROH) disponible uniquement en paiement à la séance. Il a eu lieu pour la première fois en mai 2012. Ce show est disponible via internet depuis sa création. À ce jour, ses trois éditions ont eu lieu en mai, à Toronto, au Canada. En 2014, cet évènement a changé de nom en ROH Global Wars, avec la participation de la NJPW. Pour la première fois en 2016, ce spectacle se déroule en dehors de Toronto.

## Historique
| Événement        | Date        | Lieu                | Ville                               | Spectateurs | Événement principal |
| ---------------- | ----------- | ------------------- | ----------------------------------- | ----------- | --- |
| Border Wars 2012 | 12 mai 2012 | Ted Reeve Arena     | Toronto, Ontario, Canada            | 1 400       | Davey Richards (c) vs. Kevin Steen pour le ROH World Championship |
| Border Wars 2013 | 4 mai 2013  | Ted Reeve Arena     | Toronto, Ontario, Canada            | 1 100       | Jay Briscoe (c) vs. Adam Cole pour le ROH World Championship |
| Global Wars 2014 | 10 mai 2014 | Ted Reeve Arena     | Toronto, Ontario, Canada            | 1 600       | Adam Cole (c) vs. Kevin Steen pour le ROH World Championship |
| Global Wars 2015 | 15 mai 2015 | Ted Reeve Arena     | Toronto, Ontario, Canada            | 1 500       | Bullet Club (A.J. Styles, The Young Bucks (Matt Jackson & Nick Jackson), Doc Gallows et Karl Anderson) vs ROH All-Stars (The Briscoe Brothers (Jay Briscoe & Mark Briscoe), War Machine (Hanson & Raymond Rowe) et Roderick Strong) |
| Global Wars 2015 | 16 mai 2015 | Ted Reeve Arena     | Toronto, Ontario, Canada            | 1 500       | Bullet Club (A.J. Styles et The Young Bucks (Nick Jackson & Matt Jackson)) vs Chaos (Kazuchika Okada et Roppongi Vice (Beretta & Rocky Romero))                                                                                     |
| Global Wars 2016 | 8 mai 2016  | Frontier Fieldhouse | Chicago Ridge, Illinois, États-Unis |             | TBA vs. TBA |